# Berméricourt
Berméricourt és un municipi francès, situat al departament del Marne i a la regió del Gran Est. L'any 2007 tenia 129 habitants.

## Demografia

### Població
El 2007 la població de fet de Berméricourt era de 129 persones. Hi havia 53 famílies, de les quals 11 eren unipersonals (11 dones vivint soles i 11 dones vivint soles), 21 parelles sense fills i 21 parelles amb fills.
La població ha evolucionat segons el següent gràfic:
Habitants censats

### Habitatges
El 2007 hi havia 57 habitatges, 51 eren l'habitatge principal de la família, 1 era una segona residència i 5 estaven desocupats. Tots els 57 habitatges eren cases. Dels 51 habitatges principals, 42 estaven ocupats pels seus propietaris i 9 estaven llogats i ocupats pels llogaters; 5 tenien tres cambres, 17 en tenien quatre i 29 en tenien cinc o més. 48 habitatges disposaven pel capbaix d'una plaça de pàrquing. A 20 habitatges hi havia un automòbil i a 26 n'hi havia dos o més.

### Piràmide de població
La piràmide de població per edats i sexe el 2009 era:
| Homes | Edats   | Dones |
| ----- | ------- | ----- |
| 0     | 95 o +  | 0     |
| 0     | 90 a 94 | 0     |
| 0     | 85 a 89 | 0     |
| 0     | 80 a 84 | 0     |
| 4     | 75 a 79 | 4     |
| 0     | 70 a 74 | 4     |
| 4     | 65 a 69 | 0     |
| 0     | 60 a 64 | 4     |
| 8     | 55 a 59 | 4     |
| 4     | 50 a 54 | 20    |
| 4     | 45 a 49 | 4     |
| 4     | 40 a 44 | 8     |
| 4     | 35 a 39 | 0     |
| 4     | 30 a 34 | 0     |
| 8     | 25 a 29 | 8     |
| 0     | 20 a 24 | 4     |
| 0     | 15 a 19 | 0     |
| 4     | 10 a 14 | 8     |
| 0     | 5 a 9   | 4     |
| 0     | 0 a 4   | 0     |

## Economia
El 2007 la població en edat de treballar era de 83 persones, 61 eren actives i 22 eren inactives. De les 61 persones actives 59 estaven ocupades (29 homes i 30 dones) i 2 estaven aturades (2 homes). De les 22 persones inactives 9 estaven jubilades, 6 estaven estudiant i 7 estaven classificades com a «altres inactius».
Activitats econòmiques
Dels 3 establiments que hi havia el 2007, 2 eren d'empreses alimentàries i 1 d'una empresa de comerç i reparació d'automòbils.
L'any 2000 a Berméricourt hi havia 4 explotacions agrícoles que ocupaven un total de 676 hectàrees.

## Poblacions més properes
El següent diagrama mostra les poblacions més properes.